# Brasão do Ministério da Defesa Nacional
O Brasão do Ministério da Defesa Nacional é constituído por um escudo de azul, cinco bezantes de prata postos em sautor. Elmo de grades, de prata, tauxiado a ouro, forrado de vermelho, de frente. Correias de vermelho, perfilado de ouro. Paquife e virol de azul e prata.
Timbre, dragão sainte, de prata, linguado e animado de vermelho.
Divisa, num listel branco ondulado, sotoposto ao escudo, em letras de de estilo elzevir, maiúsculas, de negro: "OS PORTUGUESES SOMOS DO OCIDENTE"
O escudo azul com os cinco bezantes de prata postos em sautor, ampliação de um dos cinco escudetes nacionais, alude à bandeira das quinas que, durante o período áureo dos Descobrimentos, representou a actividade militar da Nação.
O dragão simboliza a fidelidade do aparelho militar aos órgãos de soberania competentes, nos termos da Constituição Portuguesa.